# Vandans
Vandans é um município da Áustria, situado no distrito de Bludenz, na estado de Vorarlberg. Tem 53,75 km² de área e sua população em 2019 foi estimada em 2.690 habitantes.